# 名古屋市立千成小学校
名古屋市立千成小学校（なごやしりつ せんなりしょうがっこう）は、名古屋市中村区日ノ宮町1丁目の公立小学校。

## 歴史

### 沿革
- 1957年（昭和32年）9月5日 - 名古屋市立日吉小学校分校として設置される[1]。
- 1959年（昭和34年）4月1日 - 名古屋市立千成小学校として分離独立する[1]。

## 通学区域
所管する名古屋市教育委員会は、2019年（令和元年）9月1日現在、中村区のうち、乾出町・岩塚町（字向田）・押木田町・上石川町・砂田町・千成通3～6丁目・豊国通1～4丁目・中村中町・鈍池町・日ノ宮町5丁目の全域および沖田町・下中村町1～4丁目・中村本町・畑江通8～9丁目・日ノ宮町1～4丁目の各一部を通学区域として指定している。
また、卒業後の進学先は名古屋市立豊国中学校となっている。

### WEB
1. ↑  名古屋市教育委員会事務局総務部教育環境計画室計画係 (2019年9月1日). “名古屋市立小・中学校の通学区域一覧（中村区）” (PDF).   名古屋市. 2020年8月8日閲覧。
2. ↑  名古屋市教育委員会事務局総務部教育環境計画室計画係 (2018年4月1日). “名古屋市立中学校区一覧（小→中）” (PDF).   名古屋市. 2020年8月8日閲覧。

### 書籍
1. 1 2 3  中村区制施行50周年記念事業実行委員会記念誌編集委員会 1987, p. 104.